# Streymnes
Streymnes (dánul: Strømnæs) település Feröer Streymoy nevű szigetén. Közigazgatásilag Sundini községhez tartozik.

## Földrajz
A sziget keleti partján fekszik egy völgyben. A szomszédos Hvalvíktól a Stórá patak választja el.

## Történelem
Első írásos említése 1584-ből származik.
A település közelében található Gjánoyriban norvégok építették az első bálnavadász állomást, amely 1927-ig működött.
2005. január 1-je óta Sundini község része, előtte Hvalvík községhez (Hvalvíkar kommuna) tartozott.

## Népesség
| Év              | Lakosság |
| --------------- | -------- |
| 1986. január 1. | 175      |
| 1991. január 1. | 164      |
| 1996. január 1. | 146      |
| 2001. január 1. | 154      |
| 2006. január 1. | 199      |

## Közlekedés
A települést érinti a 400-as buszjárat.

### Külső hivatkozások
- faroeislands.dk – fényképek és leírás (angol)
- Panorámakép a domboldalból[halott link] (dán)
- Streymnes, fallingrain.com (angol)